# Wodzisław Śląski
Wodzisław Śląski ([vɔˈd͡ʑiswaf ˈɕlɔ̃ski]; tiếng Đức: Loslau, tiếng Latinh: Vladislavia, tiếng Séc: Vladislav, tiếng Silesian: Władźisłůw) là một thị trấn thuộc tỉnh Śląskie, miền nam Ba Lan với dân số 49.353 người (2007). Đây là huyện lỵ của Wodzisławski.
Thị trấn trước đây thuộc tỉnh Katowickie (1975–1998), nằm gần biên giới với Cộng hòa Séc, cách Warszawa chừng 290 kilômét (180 dặm) về phía nam và cách Kraków khoảng 100 kilômét (62 dặm) về phía tây.

## Địa lý

### Vị trí
Wodzisław Śląski là một đô thị mạn đông nam Thượng Silesia, nay thuộc tỉnh Śląskie nam Ba Lan, ở phía nam bồn địa than Thượng Silesia. Nó giáp với hai thị trấn Pszów, Radlin và các ngôi làng Marklowice, Mszana, Godów, Gorzyce và Lubomia. Thị trấn nằm giữa hai sông Vistula và Oder, gần biên giới với Cộng hòa Séc. Nhiều sông chảy qua thị trấn, nổi bật hơn là Leśnica và "Zawadka". Trong vòng bán kính 600 km (373 mi) lấy Wodzisław Śląski làm tâm là sáu thủ đô của sáu quốc gia: Berlin, Viên, Praha, Bratislava, Budapest và Warszawa.